# Phintella abnormis
Phintella abnormis là một loài nhện trong họ Salticidae.
Loài này thuộc chi Phintella. Phintella abnormis được Friedrich Wilhelm Bösenberg & Embrik Strand miêu tả năm 1906.